# Alpen-Vergissmeinnicht
Das Alpen-Vergissmeinnicht (Myosotis alpestris) ist eine Pflanzenart aus der Gattung der Vergissmeinnicht (Myosotis) innerhalb der Familie der Raublattgewächse (Boraginaceae).

## Beschreibung

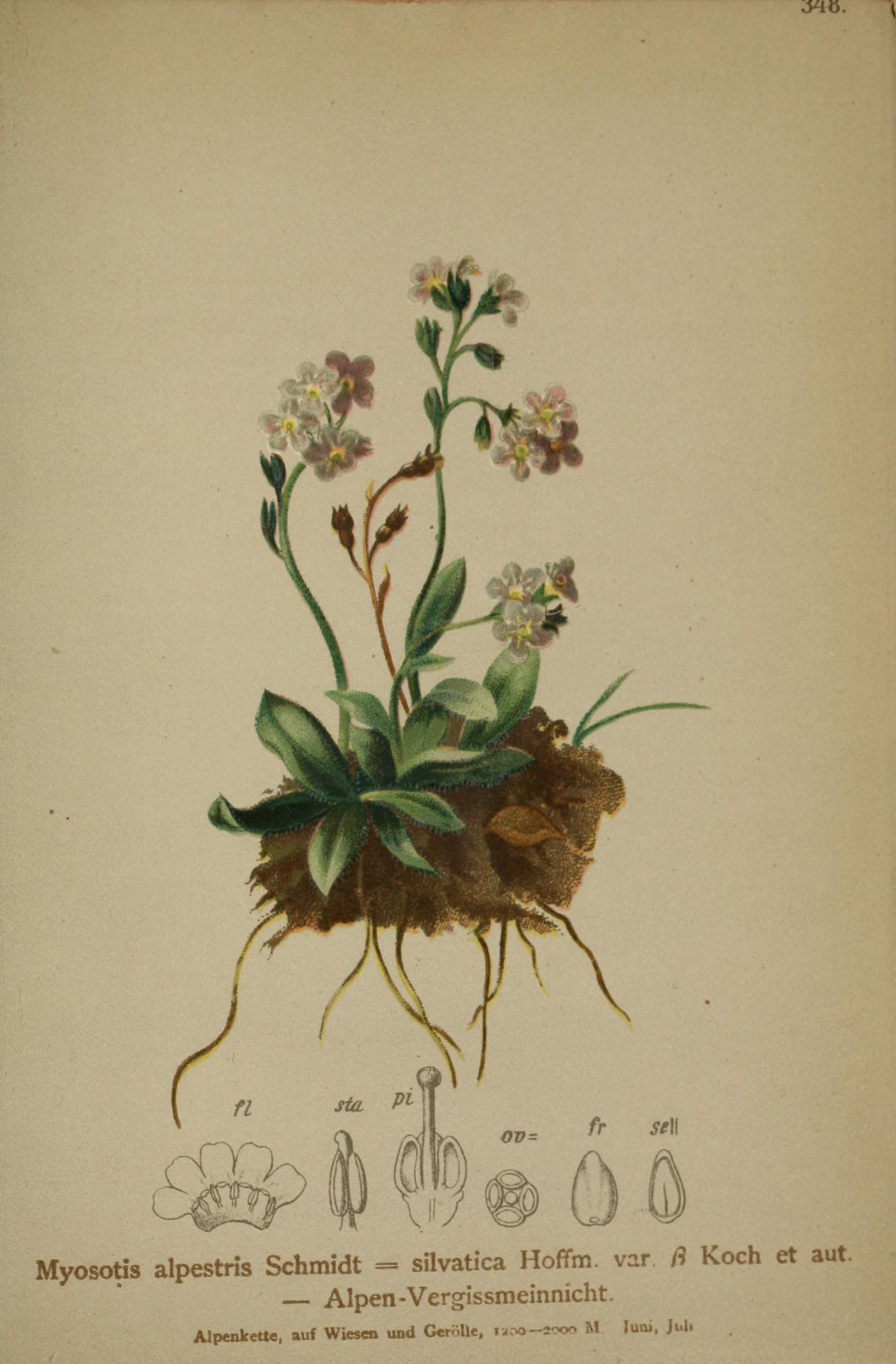
Illustration aus Atlas der Alpenflora, 1882, Tafel 348

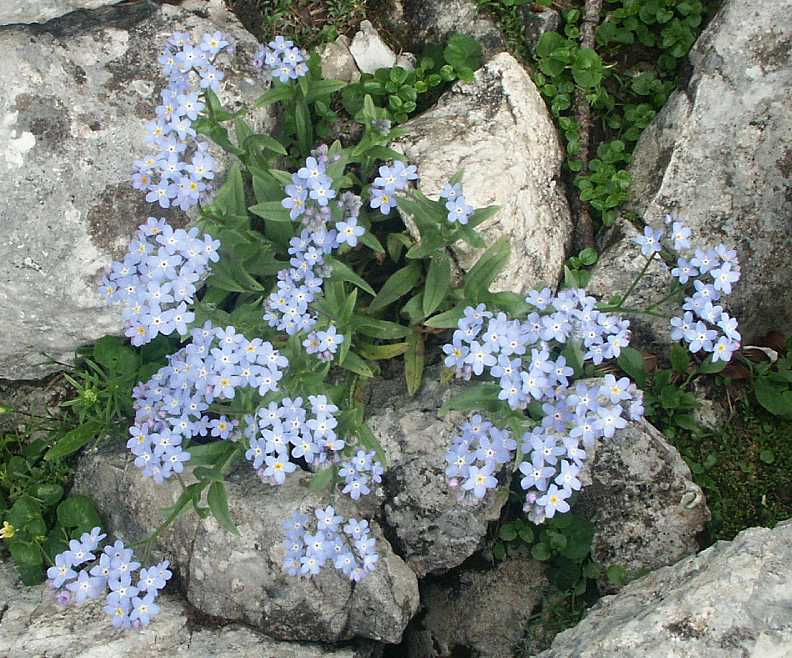
Habitus, Laubblätter und Blütenstände am Naturstandort

### Vegetative Merkmale
Das Alpen-Vergissmeinnicht ist eine ausdauernde krautige Pflanze, die Wuchshöhen von 10 bis 15 Zentimetern erreicht. Die Grundblätter stehen in Rosetten. Die Laubblätter sind lanzettlich bis elliptisch und meist 3 bis 10 Millimeter breit.
Die Grundblätter sind allmählich in den Stiel verschmälert.

### Generative Merkmale
Blütezeit ist vorwiegend Juni bis August. Die Blüten stehen in reichblütigen, anfangs dichten, später auch in traubenförmig verlängernden Wickeln. Die Blüten sind bis zu 9 mm breit und hell- bis intensiv blau mit gelben Schlundschuppen. Die Fruchtstiele sind aufrecht abstehend, sie sind dick und wenig länger als der Kelch. Der Kelch hat zahlreiche anliegende und nur wenige abstehende, gebogene oder hakig gekrümmte Haare. Die Teilfrüchte sind stumpf und bis 1,8 Millimeter lang.
Die Chromosomenzahl beträgt 2n = 24 oder 48, seltener 20, 70 oder 72.

## Verwechslungsmöglichkeiten
Das Alpen-Vergissmeinnicht wird oft mit dem Himmelsherold verwechselt, der in etwa die gleiche Blütezeit aufweist. Unterschied: Der Himmelsherold kommt erst ab Höhenlagen von 2000 Metern vor und besitzt zahlreiche sehr kleine Blattrosetten, die einen polsterförmigen Eindruck vermitteln.

## Ökologie
Die kurze Kronröhre gewährt auch kurzrüsseligen Insekten Zugang zum Nektar. Bestäuber sind Zweiflügler, Bienen und Schmetterlinge.
Die Blüten sind beim Aufblühen fliederfarben, später himmelblau. Dieser Farbumschlag ist typisch für die Familie der Raublattgewächse. Dies kommt dadurch zustande, dass der Blütenfarbstoff Anthocyan ähnlich wie Lackmus reagiert: Im anfänglich sauren Zellsaft färbt er die Blüten rötlich, im später alkalischen Zellsaft schlägt er nach blau um.

## Vorkommen
Myosotis alpestris gedeiht in den Gebirgen Europas, der Türkei, Armeniens und Georgiens.
Häufige Standorte für Myosotis alpestris sind feuchte Flächen, Rasen, Schutt- oder Blockfluren in Höhenlagen von 1300 bis 3000 Metern. Das Alpen-Vergissmeinnicht wächst sowohl auf silikatischen als auch kalkhaltigen Böden. Es gedeiht in Mitteleuropa vor allem in Pflanzengesellschaften der Ordnung Seslerietalia albicantis, kommt aber auch in Gesellschaften der Klassen Salicetea herbaceae oder Thlaspietea rotundifolii sowie der Verbände Adenostylion oder Rumicion alpini vor.
Die ökologischen Zeigerwerte nach Landolt et al. 2010 sind in der Schweiz: Feuchtezahl F = 3 (mäßig feucht), Lichtzahl L = 4 (hell), Reaktionszahl R = 4 (neutral bis basisch), Temperaturzahl T = 1+ (unter-alpin, supra-subalpin und ober-subalpin), Nährstoffzahl N = 3 (mäßig nährstoffarm bis mäßig nährstoffreich), Kontinentalitätszahl K = 3 (subozeanisch bis subkontinental).
Aus Myosotis alpestris sind zahlreiche Gartenformen entstanden, die sehr leicht verwildern.

## Systematik
Die Erstveröffentlichung von Myosotis alpestris erfolgte durch Franz Willibald Schmidt.
Von Myosotis alpestris wurden Unterarten beschrieben (Auswahl):
- Myosotis alpestris F.W.Schmidt subsp. alpestris
- Myosotis alpestris subsp. pyrenaeorum (Blaise & Kerguélen) Valdés: Sie kommt in Spanien und Frankreich vor.[6]